# Khetia
Khetia är en ort i Indien.   Den ligger i delstaten Maharashtra, i den centrala delen av landet, 800 km söder om huvudstaden New Delhi. Khetia ligger 214 meter över havet och antalet invånare är 15 021.
Terrängen runt Khetia är huvudsakligen platt, men norrut är den kuperad. Terrängen runt Khetia sluttar söderut. Runt Khetia är det tätbefolkat, med 319 invånare per kvadratkilometer. Närmaste större samhälle är Shāhāda, 18,3 km sydväst om Khetia. Omgivningarna runt Khetia är en mosaik av jordbruksmark och naturlig växtlighet.